# Championnat de Belgique de football de deuxième division 1990-1991
Navigation
Saison précédente Saison suivante
Le championnat de Belgique de football D2 1990-1991 est la 74e édition du championnat de deuxième niveau national en Belgique. Il oppose 16 équipes, qui s'affrontent deux fois chacune en matches aller-retour. Le championnat est divisé en trois tranches de dix matches chacune, faisant l'objet d'un classement séparé. Le vainqueur de chacune des tranches et l'équipe la mieux classée derrière le champion sans avoir remporté de tranche participent à un tour final à quatre pour déterminer le second promu.
Le KSK Beveren, relégué de Division 1, remporte assez facilement le titre et retrouvera l'élite la saison prochaine, un an après l'avoir quittée. Derrière, le K Sint-Niklaasse SK Excelsior s'assure de la deuxième place, les trois autres places qualificatives pour le tour final faisant l'objet d'une lutte entre cinq équipes : l'Eendracht Alost, Boom, Lommel et les deux promus de Division 3, Turnhout et Harelbeke. Finalement, Lommel et Harelbeke ne parviennent pas à se qualifier et c'est Alost, quatrième de la saison régulière, qui remporte le tour final sans connaître la défaite et accompagne Beveren en première division.
En bas de tableau, le KSK Tongres et le Stade Louvain sont rapidement distancés et condamnés à la relégation en troisième division. Mais les problèmes financiers du Beerschot et la relégation administrative en Division 3 qui en découle permet à Tongres de se maintenir miraculeusement au deuxième niveau national.

## Résultats et classements

### Résultats des rencontres
Avec seize clubs engagés, 240 rencontres sont au programme de la saison.

### Classement final
| Rang | Équipe                         | Pts | J  | G  | N  | P  | Bp | Bc | Diff |
| ---- | ------------------------------ | --- | -- | -- | -- | -- | -- | -- | ---- |
| 1    | K. SK Beveren                  | 48  | 30 | 20 | 8  | 2  | 63 | 21 | +42  |
| 2    | K. Sint-Niklaasse SK Excelsior | 42  | 30 | 15 | 12 | 3  | 47 | 24 | +23  |
| 3    | K. Boom FC                     | 37  | 30 | 14 | 9  | 7  | 53 | 31 | +22  |
| 4    | K. SC Eendracht Aalst          | 35  | 30 | 13 | 9  | 8  | 45 | 39 | +6   |
| 5    | K. FC Turnhout                 | 32  | 30 | 11 | 10 | 9  | 50 | 47 | +3   |
| 6    | K. RC Harelbeke                | 32  | 30 | 9  | 14 | 7  | 42 | 36 | +6   |
| 7    | K. FC Lommelse SK              | 31  | 30 | 8  | 15 | 7  | 37 | 31 | +6   |
| 8    | K. FC Eeklo                    | 29  | 30 | 10 | 9  | 11 | 25 | 39 | -14  |
| 9    | K. FC Verbroedering Geel       | 29  | 30 | 9  | 11 | 10 | 39 | 38 | +1   |
| 10   | Racing Jet Wavre               | 27  | 30 | 8  | 11 | 11 | 30 | 36 | -6   |
| 11   | K. TH Diest                    | 27  | 30 | 8  | 11 | 11 | 29 | 41 | -12  |
| 12   | Patro Eisden                   | 26  | 30 | 7  | 12 | 11 | 35 | 37 | -2   |
| 13   | K. RC Mechelen                 | 26  | 30 | 7  | 12 | 11 | 25 | 36 | -11  |
| 14   | K. FC Zwarte Leeuw             | 26  | 30 | 6  | 14 | 10 | 31 | 38 | -7   |
| 15   | K. SK Tongeren                 | 18  | 30 | 4  | 10 | 16 | 23 | 50 | -27  |
| 16   | K. Stade Leuven                | 15  | 30 | 3  | 9  | 18 | 22 | 50 | -28  |

Légende
- Champion de Division 2 1991 et promu en Division 1 la saison suivante
- Club qualifié pour le tour final d'accession à la Division 1
- Club relégué pour la saison suivante

Abréviations
 : club promu de Division 3 depuis la saison précédente
 : club relégué de Division 1 depuis la saison précédente

### Tour final

#### Classement final et résultats
Légende
- Club promu en Division 1 la saison prochaine

| Rang | Équipe                         | Pts | J | G | N | P | Bp | Bc | Diff |  | Résultats (▼ dom., ► ext.)     | AAL | SNI | TUR | BOO |
| ---- | ------------------------------ | --- | - | - | - | - | -- | -- | ---- |  | ------------------------------ | --- | --- | --- | --- |
| 1    | K. SC Eendracht Aalst          | 10  | 6 | 4 | 2 | 0 | 8  | 3  | +5   |  | K. SC Eendracht Aalst          |     | 1-1 | 4-2 | 1-0 |
| 2    | K. Sint-Niklaasse SK Excelsior | 8   | 6 | 2 | 4 | 0 | 10 | 7  | +3   |  | K. Sint-Niklaasse SK Excelsior | 0-0 |     | 1-1 | 3-1 |
| 3    | K. FC Turnhout                 | 4   | 6 | 1 | 2 | 3 | 8  | 14 | -6   |  | K. FC Turnhout                 | 0-1 | 1-1 |     | 3-1 |
| 4    | K. Boom FC                     | 2   | 6 | 1 | 0 | 5 | 11 | 13 | -2   |  | K. Boom FC                     | 0-1 | 3-4 | 6-1 |     |

## Récapitulatif de la saison

### Admission et relégation
Le KSK Beveren, champion et l'Eendracht Alost, vainqueur du tour final, sont promus en Division 1. Ils y remplacent le Saint-Trond VV et le Beerschot, rétrogradé en Division 3.
Le Stade Louvain, dernier, descend en Division 3 dont sont promus les vainqueurs de chaque série, l'Excelsior Mouscron et le RFC Seraing.

### Bilan de la saison
| Championnat de Belgique de football de deuxième division 1990-1991 |                                |
| Champion                                                           | K. SK Beveren (3e titre)       |
| Dauphin                                                            | K. Sint-Niklaasse SK Excelsior |
| Promotions et relégations                                          |                                |
| Promus en Division 1                                               | K. SK Beveren                  |
| Promus en Division 1                                               | K. SC Eendracht Aalst          |
| Relégués en Division 2                                             | K. Sint-Truidense VV           |